# Malmö Open
Malmö Open är ett årligt återkommande idrottsevenemang för handikappidrott och räknas till ett av världens största arrangemang för idrottare med funktionsnedsättning. Arrangemanget har cirka 2500 deltagare med 25 olika nationaliteter representerade. Tävlingen arrangeras av FIFH Malmö som är en av Sveriges största föreningar för handikappidrott. Malmö Stad tillsammans med lokala företag utgör en väldigt viktigt funktion för arrangemanget.

## Historik
1977 arrangerades det första Malmö Open med bordtennis som enda sport och enbart 25 deltagare. Kurt Linde, Robert Johansson, Sven Hansson och Göran Wilson som var initiativtagare till första Malmö Open tävlingen, hade då ingen aning om vilken betydelse denna tävling skulle komma att få för handikappidrotten i Sverige, Europa och stora delar av världen. Det är idag endast Paralympics som är större.

## Social betydelse
Malmö Open saknar krav på tävlingslicens vilket medfört att alla unga kan delta bara för att ha kul. Arrangemanget har karaktär av en rekryteringstävling med målsättning av att få fler med funktionsnedsättning att bli aktiva i föreningslivet. Det finns även en sektion av tävlingen som är avsedd för barn, Sportis Cup som är uppdelat i två åldersklasser, 7-12 och 13-20.

## Tävlingsgrenar
Vilka idrotter som finns representerade på Malmö Open kan variera och anpassas efter popularitet och efterfrågan. Det fomms däremot grenar som följt med genom alla år. Grenar som kan förekomma är: boccia, bowling, bordtennis, elhockey, goalboll, innebandy, kälkhockey, mattcurling, rullstolsrugby, rullstolsbasket, simning och skytte.